# Mustvikt

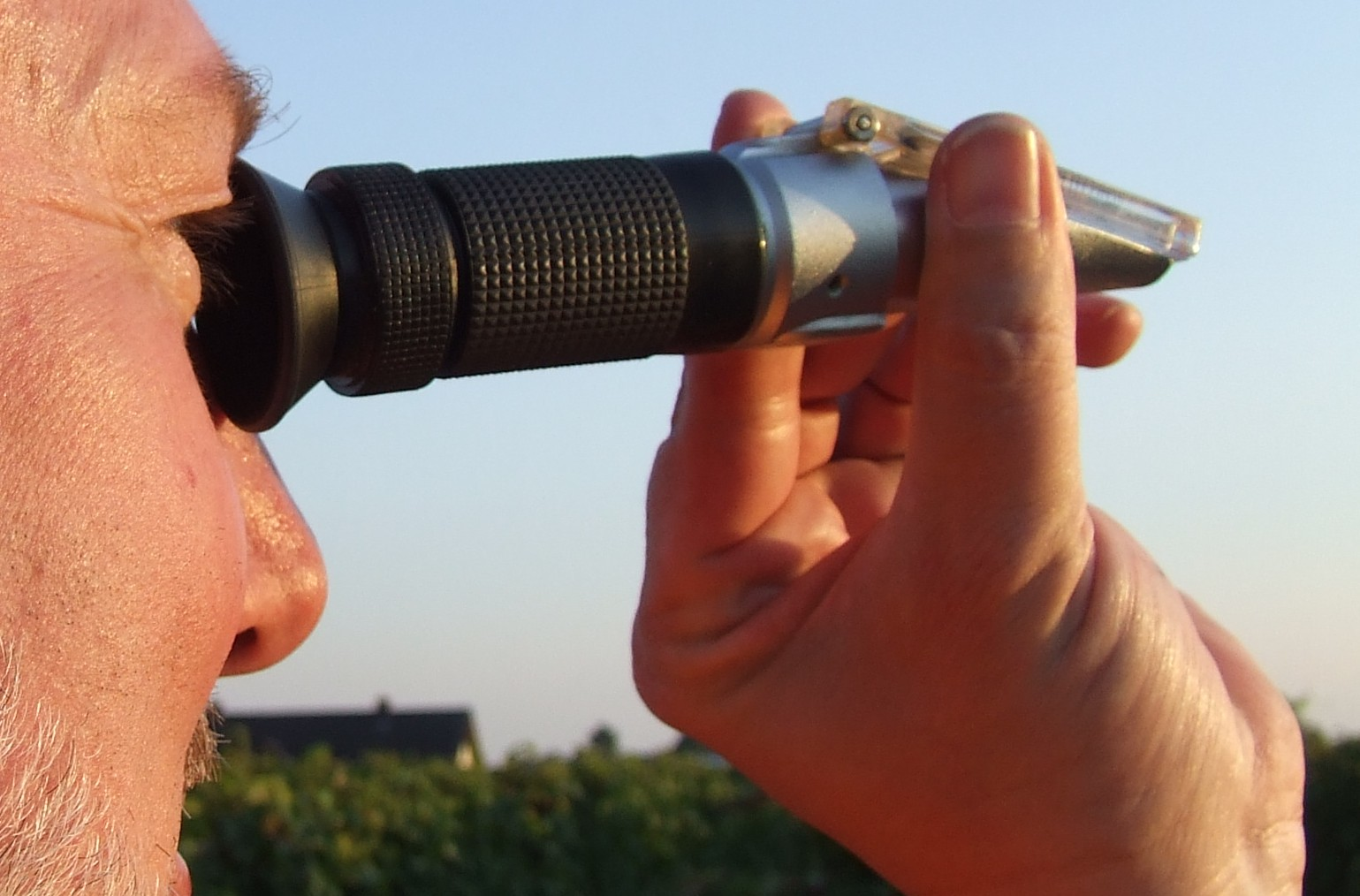
En traditionell handhållen refraktometer är ett vanligt instrument för att snabbt mäta mustvikt direkt i vingården.

Mustvikt är ett mått på densiteten hos must (druvmust). Mustvikt används som ett mått på druvornas mognad vid vinodling, eftersom mogna druvor innehåller en högre andel socker vilket resulterar i en must av högre denstitet.
Det finns flera olika mått för mustvikt, bland annat Oechslegrader (°Oe), Klosterneuburger mostwaage (KMW), Brix (°Bx) och Baumé.